# Robert Elms
Pour les articles homonymes, voir Elms.
 (août 2017).
Robert Elms, né le 12 juin 1959, est un écrivain britannique ; il est aussi présentateur de radio et de télévision de la BBC.

## Biographie

### Vie privée
Dans les années 1980, Elms squattait et était en couple avec Sade Adu à Tottenham.
Il est marié à Christina Wilson et a trois enfants. La famille vivait à Camden, un quartier de Londres dont il fait la promotion et où il a rénové une maison géorgienne.

## Publications
- In Search Of The Crack (1989) Penguin Books Ltd  (ISBN 0-14-011276-6)
- Spain – A Portrait After The General (1992) William Heinemann Ltd  (ISBN 0-434-22824-9)
- The Way We Wore: A Life in Threads (2006) Picador  (ISBN 0-330-42033-X)